# Fushigi Yūgi
Fushigi Yūgi (ふしぎ遊戯?  El juego misterioso) es una serie de manga y posteriormente de anime, escrita y dibujada por Yū Watase y publicada en la revista Shōjo Comic de la editorial Shogakukan.
El manga apareció a la venta en Japón en 1992 y terminó en 1996. Cuando Yuu terminó la historia (con 13 tomos) se le anunció que producirían un anime basado en ella, por lo que le pidieron que continuara el manga; abarcando así 18 tomos. El anime abarcó los trece primeros tomos y más tarde se hicieron tres series de OVA`S. Las dos primeras series están basadas en los tomos restantes, 14-18, pero con obvias y demasiado claras diferencias. De principio a fin. La tercera OVA es la más larga y relata lo sucedido según la novela Fushigi Yūgi Eikōden.
También se hicieron tres OMAKE`S humorísticos y el segundo está conectado con la parte del manga donde se visten de mujeres.
Un anime-manga altamente recomendado, siendo considerado de los mejores shojos.
El universo de Fushigi Yūgi continua con Fushigi Yūgi: Genbu Kaiden, el one-shot Fushigi Yūgi: Byakko Ibun y Fushigi Yugi: Byakko Senki.

## Argumento
La protagonista es Miaka Yūki, una adolescente irresponsable, glotona y sentimental que aspira (aunque todos crean que le resultará muy difícil) entrar al prestigioso instituto Jokan. Cuando su mejor amiga, Yui Hongo, una chica que es la contraparte de Miaka (ya que es buena en los estudios, no piensa en la comida y no se comporta de modo tan infantil) necesita ir a la biblioteca, Miaka la acompaña.
Cuando a Miaka se le cae una moneda bajo la máquina de gaseosas, ve a un pájaro rojo que entra en una sala. Al entrar a la sala prohibida en que vio entrar al pájaro, aparece su amiga Yui y cae de la estantería un libro escrito en Chino el cual lleva por nombre, El universo de los Cuatro Dioses, y está escrito en el idioma que Yui sabe leer. Al leerlo en voz alta, de repente ambas aparecen en un lugar extraño, allí unos traficantes de esclavos aparecen, pero en esa situación aparece Tamahome, un chico que solo las salva porque creía que le pagarían. Èl tiene el signo del ogro/demonio en su frente. Tras esto Yui desaparece y aparece en la biblioteca. Mientras Miaka comienza su aventura, Yui lee lo que le sucede a su amiga mediante el libro y, todo lo que a Miaka le ocurre dentro del libro, le sucede a Yui. Por ejemplo, cuando Miaka se tira al estanque Yui aparece mojada, cuando a Miaka la hieren, Yui siente el mismo dolor y la señal de la herida, etc.
Miaka intenta apegarse a Tamahome, quien al final termina aceptando protegerla y termina enamorándose de la joven. Cuando quedan encerrados en la celda ambos escapan pero en el trayecto Miaka desaparece del lado de Tamahome a causa de que huele a comida. Hambrienta, Miaka se adentra a la cocina. Después de salir de la cocina se da cuenta de que esta sola y en eso se encuentra con Hotohori. Y es así como ella se da cuenta de que está en el mundo del libro, en el país de Konan, y que Hotohori es el emperador de ese país.
Más tarde Miaka decide volver a su mundo pero al volver Yui no está. Regresa al mundo del libro pero inesperadamente aparece en el país vecino de Konan, Kutou. Yui, después de sufrir una desagradable experiencia en la que estuvo a punto de ser violada, cree que Miaka la traicionó y por eso decide vengarse, por lo que, contra todo pronóstico, se convierte en la sacerdotisa del Dios Seiryū y por extensión, recibe a sus propios guardianes, entre ellos uno de nombre Nakago el cual se ha aprovechado del quiebre emocional de Yui para ponerla en contra de Miaka y así manipularla y alimentar ese odio. Cegada por la furia por la supuesta traición de su amiga, Yui quiere invocar al Dios Seiryū antes que Miaka pudiera invocar en su caso a Suzaku para volver a su mundo y estar junto a Tamahome.
Así comienzan las aventuras de Miaka en el mundo dentro del libro, donde ella deberá madurar y a fuerza de voluntad, superar todas las pruebas que se le pongan en el camino para estar junto a Tamahome y recuperar a su amiga Yui de las manos manipuladoras de Nakago durante la primera parte de la serie.

## Manga
Fushigi Yuugi comenzó a serializarse en el año 1992 en la revista Shōjo Comic de la editorial Shōgakukan y finalizó en el año 1998 con un total de 18 volúmenes. La editorial encargada de su edición en España es Glénat, con sobrecubiertas a color, a unas 200 páginas. Existen varias diferencias entre el anime y el manga de Fushigi Yūgi.
Las principales son:
- El principio y el final de la serie (el final del tomo 13) son diferentes.
- Miaka le da una cinta de pelo a Keisuke para poder comunicarse con él dentro del libro, que más tarde Miaka ordena a Tasuki quemarla. En cambio, en el anime, es un cabello de Miaka lo que hace que puedan hablar entre sí.
- Taiitsukun le da una bola de cristal a Miaka para poder buscar a las Estrellas de Suzaku (ésta sale en el OVA Eikōden). En el anime le da un espejo.
- Miaka pierde la vista cuando cae enferma por culpa del demonio Shikkonki.
- Cuando marchan a Hōkkan, Soi les lanza un rayo y el barco naufraga y llegan a una isla cerca de Hōkkan llamada Nyosei (o Nucheng si lees el manga de Glénat), donde solo viven mujeres y si encuentran a un hombre, le matan y le sacan los ojos para hacer licor.
- En la segunda parte del manga, lo que en el anime son los OVAs ocurren también muchas más cosas que en el anime no pasan. Como por ejemplo, aparece un primo de Tetsuya, llamado Kuwahara que es poseído por Renhō. Y muchas cosas más.
- Al principio del manga Miaka y Yui entran en el libro, pero luego ambas salen y se van a sus casas. Miaka se la pasa estudiando porque quiere hacer feliz a su madre, quien quiere que entre en el instituto Jonan y no cree que pueda hacerlo. Cuando iba a la academia Miaka ve a su madre con un hombre, pero cuando llega a su casa y se lo dice, esta le pega una cachetada porque leyó su diario y cree que está saliendo con un chico. Miaka huye y llega a la biblioteca, porque en realidad quiere escapar de todo eso, donde entra otra vez en el libro. En el anime Miaka y Yui entran en el libro y Yui regresa, pero Miaka no: Yui se queda leyendo el libro y siguiendo las peripecias de Miaka hasta que, cuando Miaka es enviada de vuelta, Yui la reemplaza. Además las cosas que le suceden a Yui como mojarse el uniforme o lastimarse la pierna (como le suceden a Miaka) ocurren en el anime cuando Yui lee el libro, en el manga no sabe que Miaka está en él.
- En el manga no se ve lo que hacen Keisuke y Tetsuya mientras leen el libro y buscan información. En el anime se los ve reuniendo data, yendo al lugar donde vivía el traductor del libro, averiguando lo que le ocurrió a las dos sacerdotisas anteriores, etc.

## Personajes

### Personajes de Suzaku
- Miaka Yūki (夕城 美朱 Yūki Miaka?)
  -  Seiyū: Kae Araki actual voz Kotono Mitsuishi de Usagi Tsukino Sailor Moon y Chibusa Tsukino y Sailor Chibi Moon, Carmen Calvell (actriz de doblaje española), Belén Roca (actriz de doblaje en catalán) y Filipina voz Rose Barin de Yuyu Hakusho.
  - Nombre Completo: Miaka Yuuki
  - Edad: 15 años
  - Familia: Padres divorciados, vive con su madre y su hermano mayor Keisuke Yūki (el cual hace de lector del libro cuando Yui y Miaka entran juntas).
  - Sueño: Hacer feliz a la gente que la rodea y estar para siempre con su amor, Tamahome.

Miaka es la protagonista de la historia. Se convierte en la sacerdotisa de Suzaku al ser abducida por un libro mágico y llegar al país de Konan. Tiene un gran corazón y no dudaría en sacrificarse por sus amigos, como lo demuestra muchas veces; también es ingenua y confía demasiado en las personas. Eso hace que sea un personaje vulnerable pero a la vez la hace fuerte pues la gente también tiende a confiar en ella.
En Japón su madre la presiona para que entre en Jonan y ella estudia para hacerla feliz, pero al final no lo logra.
Son varios los personajes que se enamoran de ella: desde su amor, Tamahome, pasando por el emperador Hotohori. Incluso podría decirse que su compañero Tasuki siente algo por ella pero no es seguro (aunque en algún OVA parece que sí la quiere, no está claro porque estaba bajo un hechizo), Amiboshi demostró que la quería, y Nuriko también empezó a sentir algo por ella y es sabido que es admirada por Nakago puesto que ella es la única que ha conseguido superarle siempre.
- Tamahome (鬼宿?)
  -  Seiyū: Hikaru Midorikawa
  - Nombre completo: Sō Kishuku
  - Constelación: Cáncer
  - Lugar de nacimiento: Konan, Jusou-ken, villa Hakukou
  - Edad: 17 años
  - Familia: Padre, 2 hermanos menores y 2 hermanas menores (Chuei, Shunkei, Gyokuran y Yuiren)
  - Poder: Capacidad innata por todo tipo de artes marciales.
  - Símbolo: "Ogro" (鬼) en su frente.

Es el primer protector de Miaka, pero la verdad es que si las protegió, a ella y a Yui, fue porque pensaba que le podrían contratar por un buen sueldo. Tiene un amor casi obsesivo por el dinero, aunque lejos de la apariencia de un chico que solo piensa en su avaricia, en realidad Tamahome es un muchacho de buen corazón, pues tiene una familia que mantener, con un padre enfermo y cuatro hermanos menores que cuidar. Pero hay que reconocer que sabe explotar creativamente los regalos de Miaka, como el chicle, y otras cosas que llevaba encima cuando entró en el libro.
Su amor por Miaka es prácticamente a primera vista, hasta le propone matrimonio, pero a cada rato hay algo que se interpone para que estos dos no sean felices, aunque al final logran estar juntos en el mundo de Miaka.
Pasa por muy malos tragos, y en una de las ocasiones uno de las estrellas de Seiryū (Suboshi) mata a toda su familia a sangre fría; Tamahome al descubrirlo es poseído por una ira tremenda y tras llorar por su familia y enterrarla le promete a Miaka que es lo único que le importa en el mundo que solo vivirá por y para ella y que cuando acabe todo la convertirá en la más feliz de las esposas. Poniendo todas sus esperanzas en ello, Tamahome tendrá que pasar por diversas pruebas, que el destino les ira dejando sin ningunas contemplaciones.
Cuando consigue llegar con Miaka a Japón se hace llamar Taka, y su relación no está bien vista por la madre de Miaka. Se hace muy buen amigo de Keisuke y Tetsuya.
- Hotohori (星宿?)
  -  Seiyū: Takehito Koyasu
  - Nombre completo: Saihitei Seishuku
  - Constelación: Hidra
  - Lugar de nacimiento: El palacio en la capital de Konan, Eiyou
  - Edad: 18 años
  - Estatura: 182 cm
  - Poder: Es un gran espadachín
  - Familia: Al final de la serie tiene una mujer, Hoki, y un hijo.
  - Símbolo: "Estrella" en el cuello.

Es el segundo protector de Miaka y se enamora perdidamente de ella, llega a proponerle que sea su emperatriz pero ella ya estaba enamorada de Tamahome, Hotohori al descubrir esto protege a la pareja para que sean felices y Miaka lo sea también. Termina sacrificando su vida por la felicidad de Miaka y Tamahome al tratar de derrotar a Nakago, pero no lo logra, antes de morir puede hablar con Miaka por última vez. En algún momento entre la partida a Hokan y la vuelta, conoce a su emperatriz y tiene un hijo con ella, al cual no logra conocer.
En un momento de la historia Tamahome (como Taka) le deja su cuerpo al espíritu de Hotohori para que éste pueda abrazar aunque sea por una vez a su hijo, el cual le reconoce enseguida aunque esté bajo la apariencia de Tamahome y nunca antes le haya visto. Además le llama "papá".
- Nuriko (柳宿?)
  -  Seiyū: Chika Sakamoto
  - Nombre completo: Chō Ryūen
  - Constelación: Hidra
  - Lugar de nacimiento: Eiyoku, la capital de Konan
  - Edad: 18 años
  - Poder: Fuerza sobrehumana
  - Familia: Padres, un hermano mayor Rokou, una hermana pequeña fallecida, Korin.
  - Símbolo: "Sauce" (柳) en el pecho.

Su primera aparición es en el palacio del emperador de Konan, como una de las damas de su corte. Rápidamente se ve que está enamorado del emperador, y no le agrada que Hotohori le haga tanto caso a Miaka, al principio intenta hacerla renunciar seduciendo al emperador y abrazando a Tamahome (incluso le besa) pero cuando Miaka le planta cara decide ayudarla en todo lo que pueda y acaban convirtiéndose en grandes amigos.
Nuriko se presenta vestido de mujer porque así es como preserva la memoria de su hermana pequeña fallecida, incluso se hace llamar Korin como ella. Según ella tiene "dos lados": el de mujer y el de hombre; a su lado mujer le gusta Hotohori y a su lado hombre Miaka. Muere al pelear con un caballero de Seiryuu "ashitare" Nuriko lo vence. Pero el con su último esfuerzo quitó la piedra de la entrada .
- Chichiri
  -  Seiyū: Tomokazu Seki
  - Nombre completo: Ri Hōjun
  - Constelación: Géminis
  - Lugar de nacimiento: Desconocido
  - Edad: 24 años
  - Poder: Magia
  - Familia: Desconocida
  - Símbolo: "Bien" en la rodilla.

Es el personaje más misterioso del grupo, y el mayor, además. Sus poderes mágicos han salvado al grupo en más de una ocasión, y es una persona muy adecuada para tener cerca durante una lucha, no solo por sus poderes mágicos sino también porque puede desaparecer gracias a su sombrero. Amable, eternamente sonriente y despreocupado, siempre se nota alegre, Chichiri oculta su verdadera personalidad bajo una máscara que va cambiado cada vez que se rompe, cuando se la quita deja ver su lado serio en el cual hay una cicatriz que le cubre media cara. Fue discípulo de Taishukun durante tres años, siendo ella la que le enseñó tantos trucos.
- Tasuki
  -  Seiyū: Nobutoshi Canna
  - Nombre completo: Kou Shun'u
  - Constelación: Cráter
  - Lugar de nacimiento: Kou-shuu, Taito-shi, en la base del Monte Reikaku
  - Edad: 17 años
  - Poder: Posee también un abanico mágico que lanza fuego
  - Familia: Padres y cinco hermanas mayores.
  - Símbolo: "Ala" en el antebrazo.

Era un líder de ladrones pero decidió dejarlos para seguir con el grupo de Miaka, dejándolos a cargo de su amigo de la infancia, Koji. Dice que odia a las mujeres debido a que creció rodeado de chicas, siendo el menor en una familia con cinco hermanas, pero se encariña mucho con Miaka y le promete que dejará de odiar a las chicas.
Se pasa todo el tiempo molestando a Tamahome ya que estos no tuvieron un buen comienzo al conocerse, pues Tamahome estaba poseído por una pócima de Nakago y se volvió del bando contrario.
En el fondo es de muy buen corazón aunque en la lucha es el primero que se apunta pues le encanta demostrar su fuerza. También es muy gracioso y siempre está dispuesto a gastar una buena broma, sobre todo para hacer reír a Miaka y Chiriko, los cuales adopta como hermanos pequeños.
- Mitsukake
  -  Seiyū: Kōji Ishii
  - Nombre completo: Myo Jan
  - Lugar de nacimiento: Choko, norte de Konan
  - Edad: 22 años
  - Poder: Curación
  - Constelación: Cuervo
  - Familia: Murió en una inundación y todo lo que le queda después es una prometida llamada Shoka, que finalmente muere de una enfermedad causada por un demonio que la posee.
  - Símbolo: "Tristeza" en la palma de la mano.

Es un personaje misterioso ya que casi no se sabe nada de él pero su historia es bastante trágica, su prometida murió a pesar de que él tenía el poder de salvarla no logró hacerlo, al principio se niega a unirse al grupo de las siete estrellas de Suzaku pero al final accede. Es un hombre callado, y la expresión de su cara parece ser siempre la misma, por eso se le considera apático, aunque en realidad su problema es que es demasiado tímido y no sabe elegir la expresión adecuada para cada momento.
Es amable y atento con todo el mundo y adora a su gato Tama, con el cual parece tener un vínculo psicológico muy fuerte. Es capaz de arriesgar su propia vida por protegerles, y de hecho al final termina sacrificándose por proteger a un bebé salvándole la vida.
Se trata de un hombre bueno y tranquilo, que sabe como hablar en momentos de crisis y desesperación para animar a todos y que guarda en el fondo de su corazón el recuerdo de su amor perdido.
- Chiriko
  -  Seiyū: Tomoko Kawakami
  - Nombre completo: Ou Doukun
  - Constelación: Hidra
  - Lugar de Nacimiento: Jouzen-shi, en el oeste de Konan
  - Edad: 13 años
  - Poder: Sabiduría
  - Familia: Madre y un hermano mayor
  - Símbolo: "Alzarse" en el pie

Hace su justa aparición en la ceremonia de invocación a Suzaku, estropeando los planes del guardián infiltrado [Amiboshi] de Seiryū, fingiendo ser él, el mismo Amiboshi, logrando salvar a todos los guardianes y a Miaka de una muerte segura.
Muere por voluntad propia al ser poseído por Miboshi, ya que este usaba su cuerpo para atacar a sus amigos, entonces el decide terminar con ambos apuñalándose a sí mismo.

### Personajes de Seiryu
- Yui Hongo (本郷 唯 Hongō Yui?):

- - Edad: 15 años
  - Lugar de nacimiento: Tokyo, Japón.
  - Familia: Padres, hija única.
  -  Seiyū: Yumi Tōma

Yui es la mejor amiga de Miaka desde pequeñas. Es la sacerdotisa de Seiryū, aunque al principio no quería se acaba convirtiendo, solo para luchar contra Miaka. Ambas son muy diferentes, Yui tiene un carácter más sereno y es muy inteligente, también es más fría y tímida. Yui es un personaje muy manipulable y vulnerable por lo que Nakago siempre se aprovecha de ella para lo que quiere.
Siente mucha envidia hacia Miaka y la relación que desarrolla esta con los amigos que hace dentro del libro, aunque también demuestra que siempre le ha tenido envidia ya que Miaka le cae bien a todo el mundo y ella siempre queda en segundo plano aún sacando mejores notas que su amiga.
- Nakago:
  -  Seiyū: Tōru Furusawa
  - Nombre completo: Aruyu Gi
  - Constelación: Escorpio
  - Lugar de Nacimiento: Tribu de Hin, Konan
  - Edad: 27 años
  - Poder: Magia y habilidades para lucha
  - Familia: Su madre, la cual asesinó sin querer
  - Símbolo: "Corazón" en la frente

Nakago es la primera estrella de Seriyū en aparecer. Manipula a todos con tal de conseguir lo que quiere; ver sufrir al mundo como él sufrió le hace sentirse realizado. Nakago proviene de una antigua tribu llamada Hin, la cual se caracteriza por tener grandes habilidades para la magia y sus componentes son de cabello rubio y ojos azules.
Cuando tenía doce años su madre fue violada frente a sus ojos por soldados del ejército de Kuto, tras esto, liberó todo su poder inconscientemente y los mató a todos, incluso a su madre. Su padre murió joven después de violar a la que sería su madre.
El emperador, que era quien había mandado atacar su tribu, lo tomó más que por el hecho de ser uno de los guerreros de Seiryū, para convertirlo en uno de sus juguetes sexuales de su harem y cuando Nakago lo descubrió, decidió que se vengaría de todos.
Llegó a tratar de violar a Miaka con el fin que no pudiera invocar a Suzaku, ya que para invocarlo se necesita que la sacerdotisa sea virgen. Él encontró a Yui, la salvó de unos bandidos que pretendían violarla y le hizo creer que lo consiguieron solo para tormentarla y conseguir la enemistad entre las dos adolescentes.
Nakago es un personaje que no conoce el significado de la palabra amor, solo conoce el odio y el rencor por la vida que ha llevado. Siente admiración por las estrellas de Suzaku y la lealtad que le profesan a Miaka, además de admirar a la propia Miaka por haberle ganado la partida tantas veces.
Frecuentemente se asocia que Nakago mantiene una relación con Soi, pues esta reconoce estar enamorada de él y sueña con casarse con él, pero en verdad Nakago solo la usa para satisfacer sus necesidades físicas al acostarse con ella. Pero al final, cuando Soi muere por salvarle, Nakago muestra un cariño especial y cierto respeto por ella al cuidar su cuerpo hasta poder darle la paz que merece.
- Amiboshi:
  -  Seiyū: Yuji Ueda
  - Nombre completo: Kotoku Bu
  - Constelación: Desconocida.
  - Lugar de Nacimiento: Kutō
  - Edad: 15 años
  - Poder: Utiliza su flauta para serenar o atormentar a los demás con su sonido
  - Familia: Padre muertos en una guerra civil y hermano gemelo menor (Suboshi).
  - Símbolo: "Espíritus"

Él es la segunda estrella en aparecer, aunque en un comienzo lo hace como una estrella de Suzaku (Chiriko) pero no es así. Cuando lo descubren, cae al río y le creen muerto. Más tarde se descubre que fue encontrado por una pareja que el año anterior perdió a su hijo y lo cuidaron. Le dice a Suboshi que olvide todo y viva con sus nuevos padres, pero Suboshi le hace beber la pócima del olvido y pierde todos sus recuerdos: olvida ser una estrella de Seiryū e incluso al mismo Suboshi, no recuerda nada. Y al hacer eso Suboshi impide que Seiryū pueda ser invocado, pues falta una estrella.
Cuando su hermano muere siente que algo de él murió, aunque nunca descubre que era.
Desde un principio se siente muy unido a Miaka y al resto de las estrellas, ya que estas le tratan como si fueran una familia; cuando ha de atacar a Miaka se siente muy mal, pero en el fondo, se alegra cuando cae el río. Luego, cuando se vuelven a encontrar y lo recuerda todo (había perdido la memoria) decide renunciar a Seiryū.
Adora a su hermano sobre todas las cosas, y su hermano siente lo mismo por él. Por eso le hace beber la pócima.
- Suboshi:
  -  Seiyū: Yuji Ueda
  - Nombre completo: Shunkaku Bu
  - Constelación: Desconocida
  - Lugar de Nacimiento: Kutō
  - Edad: 15 años
  - Poder: Utiliza la telequinésis
  - Familia: Su hermano gemelo mayor (Amiboshi) y sus padres murieron en una guerra civil.
  - Símbolo: "Ángulo"

Quiere mucho a su hermano y mataría por él, cosa que demuestra cuando mata a toda la familia de Tamahome por venganza al creer que su hermano ha sido asesinado por las estrellas de Suzaku. Se enamora de Yui porque es la única persona, a parte de su hermano, que fue amable con él pero no es correspondido.
Al final hace que su hermano beba una pócima del olvido y se va al mundo de Yui, aunque al final muere ahí.
- Soi:
  - Seiyū: Atsuko Tanaka
  - Nombre completo: haku kaen
  - Constelación: -
  - Lugar de Nacimiento: Kutou
  - Edad: 19 años
  - Poder: Control sobre el rayo y la sexualidad
  - Familia: -
  - Símbolo: -

Soi es una mujer guerrera de una tribu de Kutou a la cual sus padres vendieron a un prostíbulo para saldar sus deudas siendo ella una niña aún. Sobre el pasado de Soi no se sabe mucho, solo que fue salvada por Nakago cuando uno de sus clientes intentó tomarla por la fuerza y con violencia. Desde ese momento Soi ha vivido enamorada de Nakago y soñando que algún día sus sentimientos serían recíprocos. Soi siente envidia y compasión a la vez por la relación que tienen Miaka y Tamahome, ya que ésta es la relación que ella querría tener con Nakago. Está tremendamente enamorada de él por lo tanto siempre le perdona que solo la utilice físicamente, además de perdonarle sus actos de crueldad contra los otros Seishis de Seiryū (Como Ashitare) y se deja manipular por él aun sabiendo la verdad sobre lo que pasa. Ella sigue teniendo la esperanza. Soi muere salvándole la vida a Nakago y así le confiesa su amor.
- Ashitare:
  -  Seiyū: Ryūzaburō Ōtomo
  - Nombre completo: -
  - Constelación: Lobo
  - Lugar de Nacimiento: Hokkan
  - Edad: -
  - Poder: Super fuerza y convertirse en lobo
  - Familia: -
  - Símbolo: rabo

Ashitare nació en una familia pobre del norte de Hokkan donde fue abandonado por estas por ser más bestia que humano. Fue encontrado por Nakago en Kutou cuando unos comerciantes le torturaban en un espectáculo en la calle, desde ese momento fue como la mascota de Nakago, el perro que siempre quiso tener, y le fue leal hasta la muerte, aún después de todo lo que Nakago le hizo. La parte humana de Ashitare muere poco después de matar a Nuriko, su parte de lobo muere a manos de Nakago cuando le entrega el Shinsaho.
- Tomo:
  -  Seiyū: Nobuo Tobita
  - Nombre completo: Ruo chuin
  - Constelación: -
  - Lugar de Nacimiento: Kutou
  - Edad: 21 años
  - Poder: Ilusiones
  - Familia: -
  - Símbolo: "Raíz"

Tomo es un ilusionista que se vale de usar unas conchas llamadas "shin" que encierran a las personas en su interior, las ilusiones que crea en una shin las puede reproducir tantas veces como quiera. Tomo muere a manos de Suboshi tras haber estado torturando a Amiboshi y a Miaka.
- Miboshi:
  - Seiyu: -
  - Nombre completo: -
  - Constelación: -
  - Lugar de Nacimiento: Kutou
  - Edad: -
  - Poder: Magia negra
  - Familia: -
  - Símbolo: canasta

De Miboshi solo se sabe que es un espíritu que no tiene cuerpo, puesto que lo perdió por usar demasiada magia negra en el pasado. Ahora solo queda su alma que va ocultándose en cuerpos de niños debido a su menor resistencia vital y mayor prolongación de vida física: el cuerpo que usa en la historia es el de un monje novicio. Cuando Tatara, un seishi de Byakko, mata a Miboshi este entra en el cuerpo del pequeño Chiriko. Pero la energía vital de Chiriko es tan fuerte que puede retenerle en su interior y, para que no escape nunca más, se suicida con Miboshi dentro y prohíbe a Mitsukake que le cure pues también curaría a Miboshi.
Algunos detalles sobre Miboshi y sus orígenes son explicados en Fushigi Yuugi: Byakko Ibun.
Keisuke Yuki (夕 城 圭介, Yūki Keisuke)
- -  Seiyū: Shin'ichirō Miki de Weiss Kreuz y Initial D, Enrique Hernández (Española doblar) y Filipino voz Neil Yu de SLAM DUNK y Yuyu Hakusho.
  - Edad: 20 años

es el querido hermano mayor de Miaka Yūki. Es un estudiante universitario que aún vive con su madre, su hermana menor. Un tipo genuinamente agradable que se esfuerza por proteger a las mujeres que ama, la única persona que parece apreciar y reconocer sus esfuerzos es su hermana menor. Keisuke tiene veinte años.
Keisuke es desinteresado y amable; es el tipo de persona que dejaría de perseguir a la chica que le gusta si a su amigo le gusta la misma chica. Él se preocupa profundamente por su hermana menor y ha sido especialmente protector con ella desde que su padre se fue. Cuando Miaka le explica el poder del Universo de los Cuatro Dioses, él le advierte que se mantenga alejada del libro. Sin embargo, Miaka lo desafía y vuelve a entrar en el libro, dejando a Keisuke, preocupado por su seguridad y deseo de ayudarla con su búsqueda, para que continúe leyéndolo para que la historia avance.

## OVAS
Se produjo una serie compuesta de 3 OVAS también hechas por el Studio Pierrot. En estos OVAS la acción transcurre cuando Miaka y Yui ya van al instituto (en Japón el instituto transcurre de los 15 a los 18 años).
En el primer manga se ve a Miaka, Tamahome, Yui, el hermano de Miaka y su mejor amigo en una nueva vida, ellas en el instituto, pero Tamahome es llevado de vuelta a su antigua vida separándose de Miaka.
El primero OVA está compuesto por 3 capítulos
Resumen del primer OVA
- Capítulo 1: Vínculos perdidos

Miaka y Tamahome deciden ir a Morioka a visitar la tumba de Suzuno Ôsugi, la sacerdotisa de Byakko. Entonces, Tamahome oye la voz de Takiko Okuda, la sacerdotisa de Genbu. Cuando llegan a la tumba de Takiko, Tamahome regresa al Universo de los Cuatro Dioses. Allí han pasado 50 años desde la batalla de Kutoh. Tamahome se encuentra con el príncipe de Konan, nieto de Boshin, el hijo de Hotohori y Hoki. El príncipe le enseña las armas de las estrellas de Suzaku (que han muerto todas) pero cuando Tamahome se acerca al altar, una luz roja le rechaza y protege el altar de Suzaku. Entonces el príncipe dice que no es una estrella de Suzaku, que es un impostor y ordena que le maten. Los guardias le torturan, pero no llegan a matarle. Le liberan y Tamahome al ver el lago, recuerda el momento en el que Miaka se estaba bañando allí para bajarse la fiebre. Tamahome llega al monte Takioku en busca de Taiitsukun, pero la llama y no la ve, solo ve montañas rocosas. Entonces aparece una chica misteriosa que le llama General Nakago.
- Capítulo 2: Destellos de tristeza

La chica misteriosa le dice a Tamahome que se han mezclado los recuerdos de Tamahome con los de Nakago. Pero Tamahome no puede soportar la idea de ser ahora Nakago. Mientras, Yui se ve transportada al Universo de los Cuatro Dioses. Ella no es consciente de lo que está pasando, porque Tomo, una de las siete estrellas de Seiryu la está utilizando. Pero Tamahome se encuentra con los Bandidos del Monte Reikaku y llega a acabar con Koji, el gran amigo de Tasuki. Para derrotarle, usó el poder que tiene Nakago y de repente le apareció el símbolo de Nakago en su frente. Koji le explica que él (Tamahome, ahora Nakago) acabó con las siete estrellas de Suzaku. Tamahome le dice a Kaen (la chica misteriosa) que le traiga vino; pero Kaen que resulta ser una chica poseída por Tomo, le trae una "poción del olvido", un veneno peligrosísimo para Tamahome.
Mientras, Amiboshi, que ahora es Kaika es poseído por el espíritu de Suboshi, su hermano gemelo; y se marcha de su pueblo. Tasuki y Chichiri llegan donde está Tomo y Suboshi. Y entonces aparece Nakago, que despierta de su letargo...
- Capítulo 3: Separarse... ¿y después?

Nakago aparece y destruye la concha de Tomo y Yui recupera el conocimiento. Lo que estaba viviendo Tamahome no era nada más que una ilusión hecha por Tomo. Taiitsukun aparece. Y Miaka y el resto de las estrellas de Suzaku también. Taiitsukun les explica lo que está pasando. Un ser demoníaco viene y se lleva a Yui. Suboshi la salva. Pero entonces, Suboshi muere. Yui oye la voz de Takiko, la sacerdotisa de Genbu. Le dice que debe invocar al dios Genbu porque ella no pudo hacerlo. Yui pide el primer deseo: "Que Suzaku, Seiryu, Genbu y Byakko se unan contra Tenko, el ser demoníaco. El segundo deseo es: "Que resucite Takiko" y el tercer deseo es " sellar el Universo de los Cuatro Dioses", para ello Miaka y Tamahome deben separarse, no puede vivir Tamahome en el mundo de Miaka. Miaka, entristecida se despide de sus amigos y se marcha con Yui a casa.
La única manera de que Tamahome vaya a su mundo es sellando sus recuerdos en siete perlas, por lo tanto Tamahome decide reencarnarse en el mundo de Miaka para estar con ella....
El segundo OVA está compuesto por 6 Capítulos :
- Capítulo 1: Señales confusas.

Miaka, Taka (como se llama Tamahome en ese mundo) y Yui continúan sus vidas, pero Taka no recuerda nada de su pasado. En el instituto donde están estudiando Miaka y Yui, parece que alguien está controlando a las personas. Cuando Miaka cae de la terraza del colegio, Taka intenta ayudarle y caen ambos, pero al hacer esto son transportados al mundo del Universo de los Cuatro Dioses del Cielo y la Tierra (con la ayuda de la representación espiritual del dios Suzaku quien se comunica con Miaka, tratando de convencerla de que recupere el libro del Universo de los Cuatro Dioses y lo invoque nuevamente). Yui se da cuenta de lo que sucede. En Konan, Miaka y Taka (sin recordar nada) se encuentra con los únicos sobrevivientes de las siete estrellas, Tasuki y Chichiri. Tasuki y Chichiri le otorgan sus piedras para que Taka tenga otra vez sus recuerdos juntos, pero aún faltan las otras piedras, que son las del resto de los guardianes de Suzaku, pero los guardianes están muertos.
- Capítulo 2: No quiere llorar.

- Capítulo 3: La viva reencarnación

- Capítulo 4: Las lágrimas derramadas.

- Capítulo 5: Un amigo incondicional.

- Capítulo 6: Laberintos pasionales.

El tercer OVA está compuesto por 4 Capítulos (Fushigi Yugi Eikoden):
- Capítulo 1: La resurrección de la leyenda.

Toda esta OVA está basada en una novela de FY. Miaka y Taka al fin se casaron, Miaka está embarazada, pero Mayo, una alumna de Taka, está enamorada de él y lo quiere solo para ella. mayo conoce la leyenda del libro y ella también quiere un final feliz como lo tuvo Miaka, así que toma el libro, que se está deshaciendo, y a pesar de las advertencias del hermano de Miaka, que adivinó sus intenciones, entra en el libro.
- Capítulo 2: La búsqueda en el desierto.

Mientras que en el mundo real taka esta con miaka en la mesa festejando, taka se levanta y de la mesa y miaka se desmaya y la lleva al hospital , en el hospital le dicen que no hay embarazado y no lo a vi do, el hermano de miaka le dice que mayo entró en el libro taka preocupado entra en el libro . Mientras que en el libro Mayo se hace pasar por la esposa de taka (tamahome), y cuenta una mentira a Boshin hijo de Hotojori ;Boshin la declara la sacerdotisa de suzaku al ver que en su vientre brillaba la luz de suzaku .taka entra al palacio vio como estaba Kuto y se percata que Mayo le contó una mentira a Boshin y emperatriz Hoki . Taka se va a buscar a las restantes estrellas de suzaku y le dice a Mayo que cuide a su hijo . Se encuentra con chichiri y van a buscar a tasuki y ahí es donde tasuki se enfrenta a al falso genbu .
- Capítulo 3: El destino de las 7 estrellas.

- Capítulo 4: El advenimiento de Suzaku.

## Doblaje Español
```
ACTOR ORIGINAL   	  ACTOR DE DOBLAJE PERSONAJE
 ÔTOMO, RYÛZABURÔ 	  Joaquín Gómez 	 Ashitare
 SEKI, TOMOKAZU 	  Enrique Hernández	 Chichiri
 KOYASU, TAKEHITO 	  Toni Mora	         Hotohori
 ARAKI, KAE 	          Carmen Clavell 	 Miaka Yuki
 FURUSAWA, TÔRU 	  Kike Caraballo	 Nakago
 SAKAMOTO, CHIKA 	  Ana Orra 	         Nuriko
 TANAKA, ATSUKO 	  Noemi Bayarri 	 Soi
 UEDA, YÛJI 	          Carlos Lladó  	 Suboshi
 KYÔDA, HISAKO 	          Gloria González	 Taiitsu
 MIDORIKAWA, HIKARU 	  Francesc Rocamora 	 Tamahome
 HAYASHI, NOBUTOSHI 	  Carlos LLadó  	 Tasuki
 TOBITA, TATSUO 	  Tasio Alonso  	 Tomo
 TÔMA, YUMI 	          Noemi Bayarri 	 Yui Hongo
  (DESCONOCIDO) 	  Germán José 	         Luchador
  (DESCONOCIDO) 	  Joaquín Gómez	         Tiang Gang
```

- http://www.eldoblaje.com/datos/FichaPelicula.asp?id=3630&Orden=P (página de información)

## Fushigi Yûgi Eikôden
Es el último OVA de Fushigi Yūgi y el que da el final más esperado por todos. Está basado en una de las novelas de Megumi, con la ayuda de Yuu Watase, que realiza las ilustraciones de las novelas. Eikoden narrá la historia a partir de que Miaka y Taka (tamahome) se casan, ambos están muy felices y más cuando Miaka se queda embarazada. Pero mayo Sasake, estudiante del Yotsubadai y tres años más pequeña que Miaka y Yui, celosa del destino de Miaka encuentra el Universo de los Cuatro Dioses y penetra en él. Al entrar en el libro, automáticamente Miaka entra en coma y el bebe pasa la cuerpo de Mayo. Pero Konan no está pasando por el mejor momento, ya que el desierto avanza por momentos (debido a que en el exterior el libro se halla desgastado) y de nuevo hay que invocar a Suzaku. Taka por su parte para salvar a Miaka se adentrá en el Universo de los Cuatro Dioses, pero cuando llega allí, Mayo, metida en su propia fantasía le había contado a todos, incluido el emperador (Bōshin), que Tamahome (Taka) y ella estaban casados y esperando felizmente un hijo. Por orden de Boshin, Taka sale a buscar a las siete estrellas de Suzaku, cuatro de ellas ya reencarnadas en nuevos cuerpos. Pero mayo cegada por los celos y la envidia para/con miaka proyecta un suzaku maligno. Así mismo Taka, Tasuki y Chichiri junto con las reencarnaciones de las 4 estrellas restantes se enfrentan en cada episodio a un dios diferente.
-En el primer episodio del OVA, Tasuki hace arder al falso Genbu.
-En el segundo episodio del OVA, Chichiri pelea contra el falso Byakko, que atacaba a la reencarnación de Chiriko.
-En el tercer episodio del OVA, Taka se enfrenta al falso Seryū, cuando está dispuesto a atacar a la reencaración de Nuriko.
Ya en el último episodio del OVA, cuando han encontrado a las 7 estrellas de suzaku, mayo arrepentida se da cuenta de lo que había hecho mal y se intenta suicidar ahogándose en el lago de Konan, pero Taka aparece a tiempo y la salva. Es entonces cuando mayo comienza a desaparecer poco a poco, y es entonces cuando el falso Suzaku hace acto de presencia y las siete estrellas con ayuda de mayo y Miaka consiguen convocar al verdadero Suzaku y pedirle dos deseos:
1- Sellar el mal del falso suzaku para toda la eternidad.
2- Salvar Konan del fátidico desastre.
Al final del OVA se puede ver a Taka en el hospital, cuando llegan Yui, Tetsuya, Keisuke Y Mayo, y al instante se oye a un bebe llorar.
Y con un fondo de estrellas Miaka dice: El bebe se llamará Hikari, porque significa luz, una luz que brillará para siempre
A lo que Taka responde: Hikari Sukunami
(A todo esto añadir que Taka posee los rcuerdos de Tamahome y, por tanto, Tamahome y el son la misma persona, es decir, él es Tamahome)

## Fushigi Yūgi: Genbu Kaiden
Genbu Kaiden cuenta la historia de Takiko Okuda, la sacerdotisa de Genbu, y su búsqueda de las estrellas celestiales. Esta historia es la precuela (cronológica) de Fushigi Yūgi, puesto que cuenta la historia de la primera sacerdotisa, Takiko, la cual sale mencionada cuando Keisuke empieza a buscar información sobre el libro que ha atrapado a su hermana. En Genbu Kaiden no se hace ninguna mención a ningún personaje de la historia de Miaka y Yui, ya que sucede en el año 1923 -- casi 70 años antes de que ambas tuvieran sus aventuras.
Todo empieza en la ciudad de Morioka, donde Takiko vive con su madre Yoshie que está gravemente enferma de tuberculosis. Yoshie muere de su enfermedad y su padre Einosuke, que es el traductor del libro misterioso que absorbe a las sacerdotisas al japonés, vuelve a casa después de un año. Takiko está tan enfadada con su padre por no haber estado junto a ellas que le quita el libro con intención de destruirlo, creyendo que el texto es la causa de su infelicidad. pero acaba siendo abducida a su interior... Ahí se encuentra con una chica que la salva usando el poder del viento y descubre que esta chica es en verdad Uruki, un hombre con poderes especiales de la constelación de Genbu, es así como empieza su aventura y busca a los demás miembros de la constelación para invocar a Genbu.
Es digno de mención el hecho de que, al contrario que en el caso de Miaka y Yui, en Genbu Kaiden la sacerdotisa y las estrellas son visto como señal de mal augurio y nadie quiere relacionarse con ellos, por lo tanto tienen más problemas a la hora de llegar a las personas... Empezando por el de que el propio emperador quiere matarles. Este Emperador tiene razones muy especiales para desear la muerte de las Estrellas, siendo una de ellas un motivo personal: uno de los guerreros es su hijo, que según una profecía está destinado a matarle. Y este hijo es nada menos que Uruki, el primer compañero reclutado por Takiko, quien ha vivido toda su vida huyendo de su padre y sus partidarios.

## Fushigi Yūgi: Byakko Ibun
Es una historia one-shot (de un capítulo) lanzada en 2015 y publicada en el magazine Flowers. Sus protagonistas son una niña llamada Neiran y un mago llamado Nirusha, quienes se encuentran en una aldea del país de Sairou (que fue brevemente parte de la historia original).

## Fushigi Yūgi: Byakko Senki
La más nueva y última parte de la saga de Fushigi Yūgi comienza en 2017, también en el magazine Flowers. Está dedicada a Suzuno Osugi, quien se convertirá en la segunda sacerdotisa de la historia: la Sacerdotisa de Byakko.
La historia empieza en 1923, pocos meses después de las aventuras de Takiko, cuando su pequeña amiga Suzuno tiene 8 años... pero en realidad la acción se da en 1933, cuando Suzuno tiene 18. Ella fue enviada al mundo del libro para salvarse del Gran Terremoto de Kantō de 1923, en el cual murieron sus padres Tamayo y Takao Osugi (el ayudante y alumno del padre de Takiko), y estuvo en Sairou por pocos días. Al regresar fue adoptada por un doctor amigo de sus padres (Oikawa, quien también conocía a Takiko) y pasó 10 años alejada del "libro", pero cuando está por graduarse del colegio y casarse con su amigo de infancia Seiji Horie, el texto reaparece y la envía de vuelta a Sairou. El país se encuentra en una gran crisis: una secta religiosa conocida como "La Alianza de los Tres Sacerdotes" amenaza la estabilidad del gobierno, y gente como Neiran, el joven Emperador Nahido y las Estrellas de Byakko están en medio de este enorme problema. Por lo tanto, el regreso de Suzuno será un factor decisivo para decidir qué parte del conflicto ganará y afianzará su poder en el país.